# Virgil Gonsalves
Virgil Gonsalves (Monterey, 5 settembre 1931 – 20 ottobre 2008) è stato un sassofonista baritono e clarinettista statunitense.
Dopo gli studi (al San Francisco College), debuttò professionalmente, suonando il sax baritono, nella grande orchestra di Alvino Rey (nel 1950), l'anno seguente si unì al pianista Jack Fina, nel 1952 è con la band del sassofonista Tex Beneke per poi formare, nel 1954, un sestetto comprendente Bob Enevoldsen (trombone), Buddy Wise (al sax tenore), Lou Levy (al piano), Harry Babasin (basso) e Larry Bunker (batteria).Successivamente, nel 1957, è in sala d'incisione con il trombettista Rudy Salvini, nel 1959 formò, a San Francisco, una nuova band, con Leo Wright, Junior Mance ed Eddie Kahn, per poi sparire dalla scena musicale.